# Großer Weinschwärmer

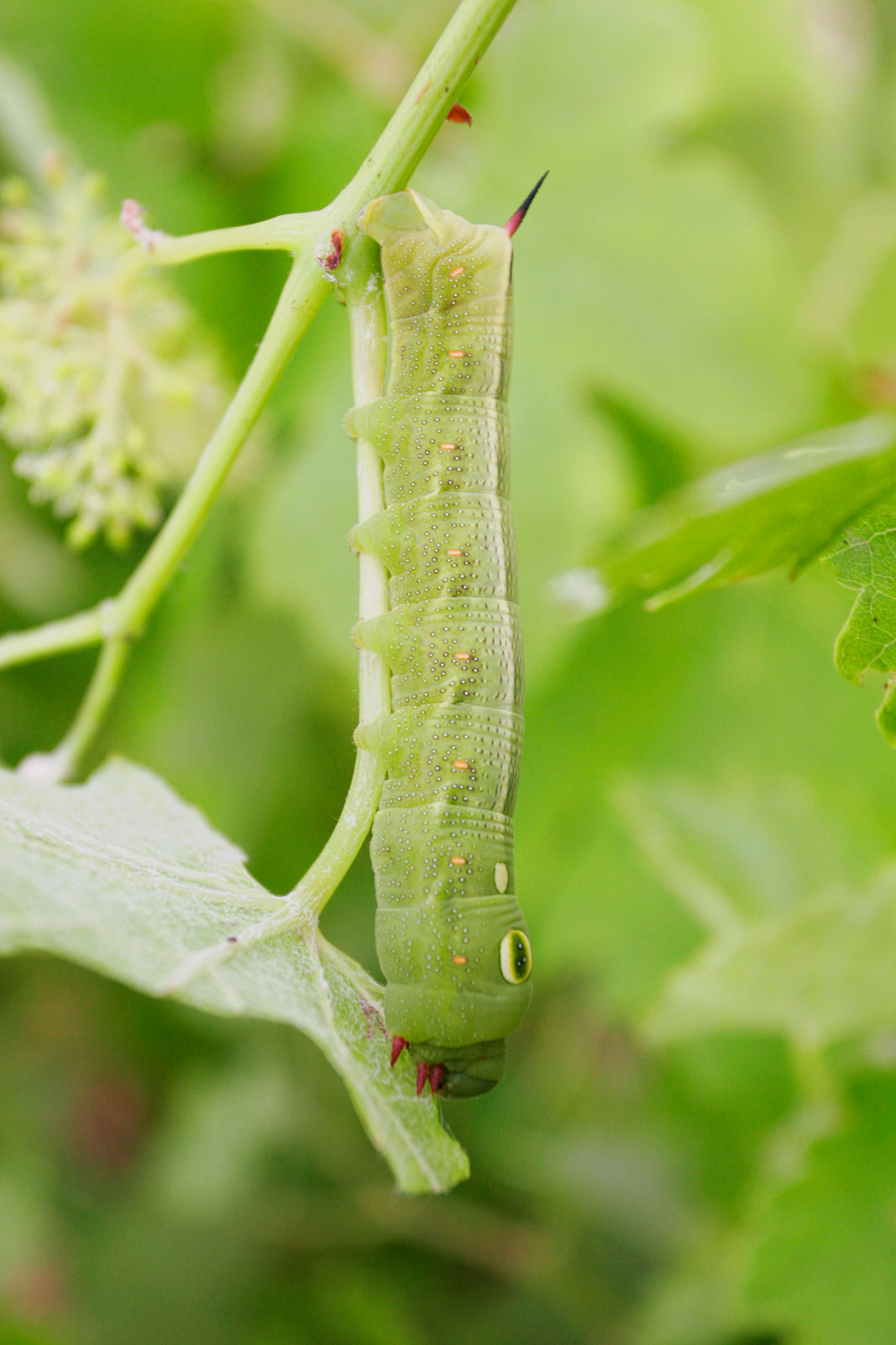
Raupe des Großen Weinschwärmers an Weinreben

Der Große Weinschwärmer (Hippotion celerio) ist ein Schmetterling (Nachtfalter) aus der Familie der Schwärmer (Sphingidae). Die Art ist in den Tropen der gesamten Alten Welt beheimatet und fliegt im Sommer als Wanderfalter sehr selten bis in die gemäßigten Zonen ein. Die Raupen ernähren sich hauptsächlich von Weinreben und Jungfernreben, was der Art ihren deutschen Namen eingebracht hat. Die Art wurde 1758 von Carl von Linné als Sphinx celerio in seinem Werk Systema Naturae erstbeschrieben und von Jacob Hübner 1819 in die Gattung Hippotion gestellt.

## Merkmale

### Falter
Die Falter erreichen eine Flügelspannweite von 59 bis 71 Millimetern (Männchen) beziehungsweise 69 bis 76 Millimetern (Weibchen), bei einer durchschnittlichen Vorderflügellänge von 34 bis 35 Millimetern. Die weißgrauen Fühler sind zur Spitze hin kolbenförmig verdickt. Kopf und Thorax sind olivbraun und haben an den Seiten je ein hellgraues Band. Am Thorax verläuft ein breites graues Mittelband. Auch die Schulterklappen sind beidseits grau gerandet, haben jedoch auch einen goldgelben Mittelstreifen. Der Rücken des verhältnismäßig langen Hinterleibs ist dunkel und beidseits von einer feinen, unterbrochenen hellen Mittellinie flankiert. Seitlich am Hinterleib befinden sich helle, kleine, dreieckige Flecken.

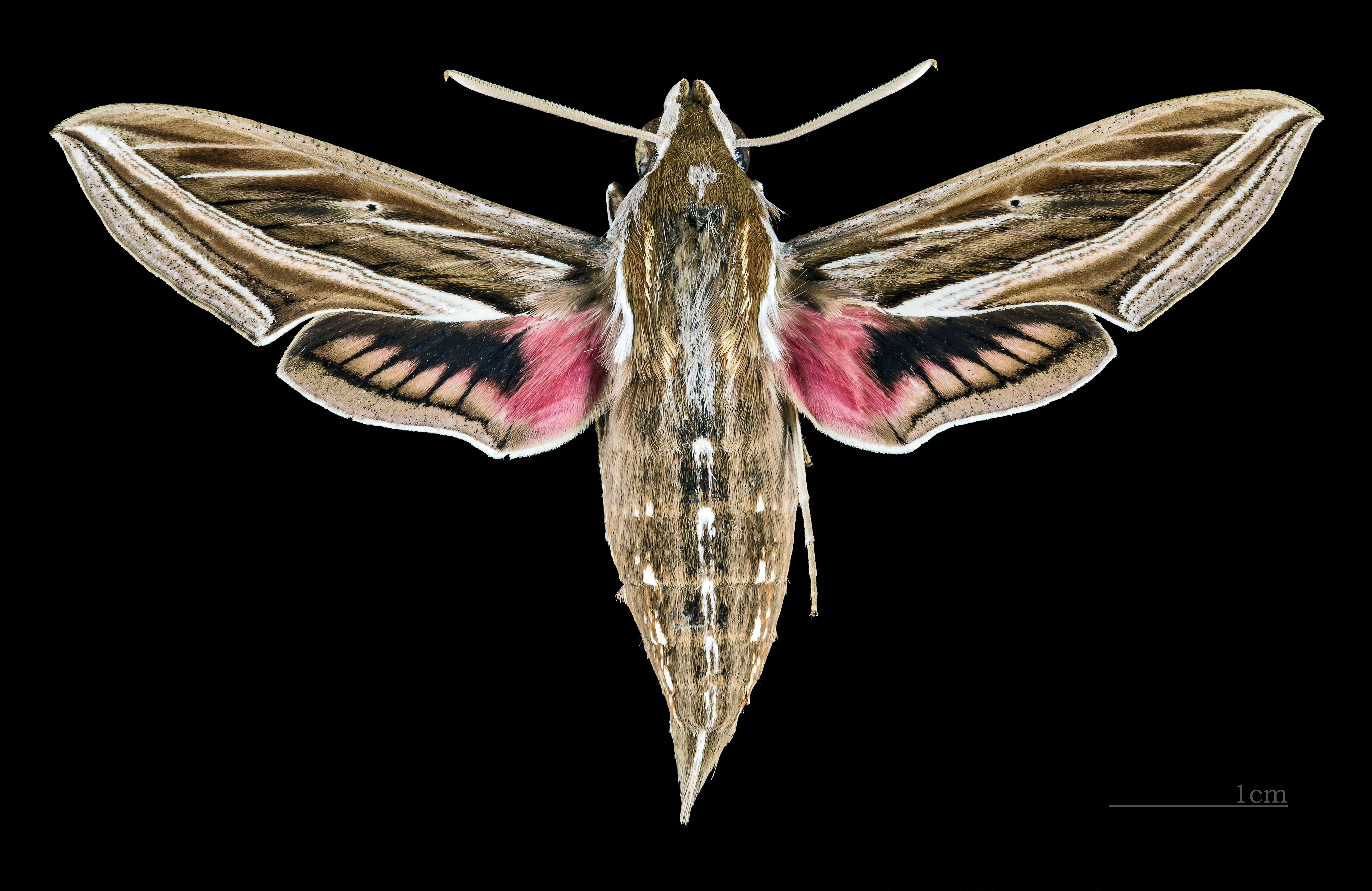
Hippotion celerio ♂
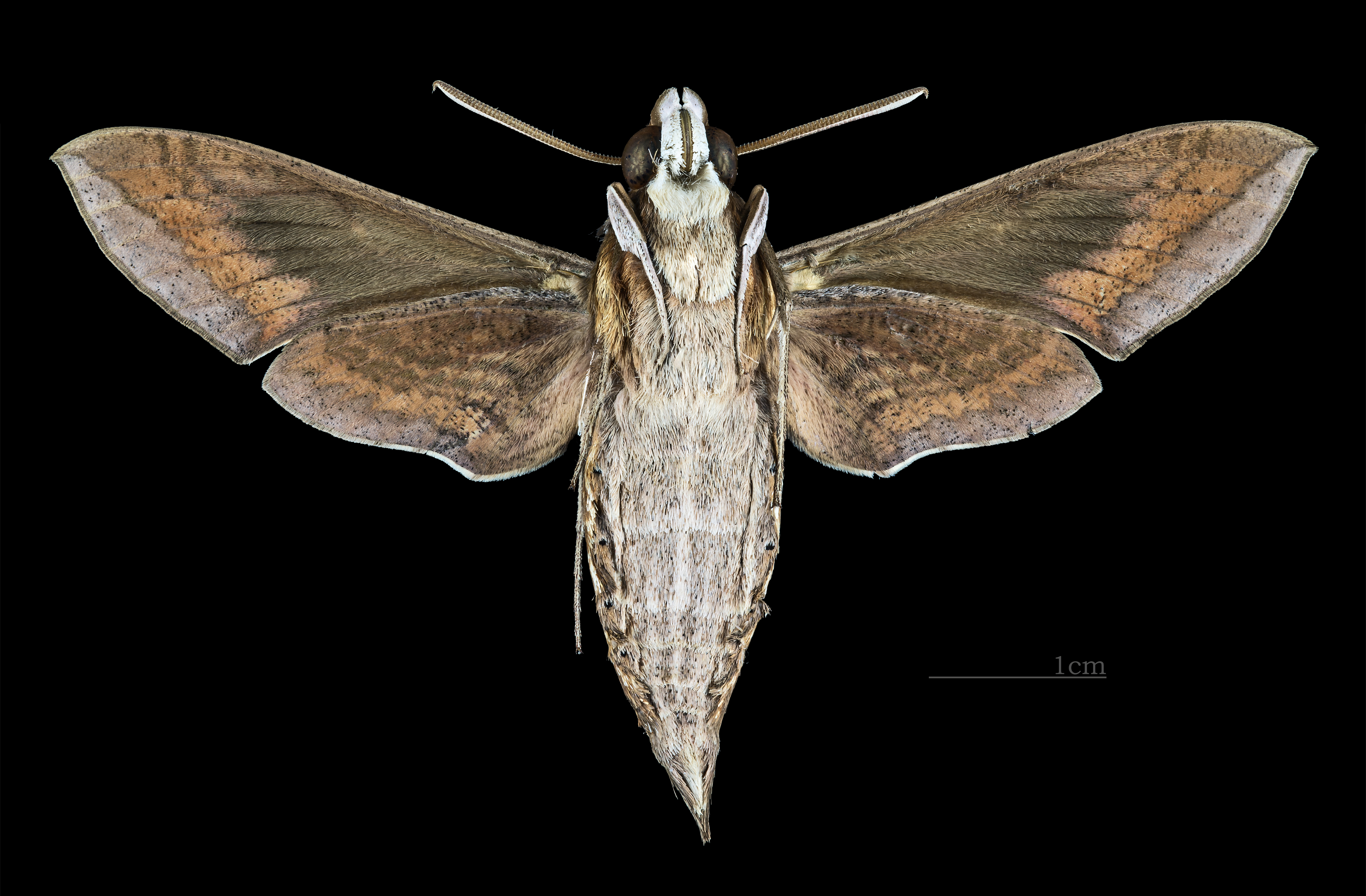
Hippotion celerio  ♂ △
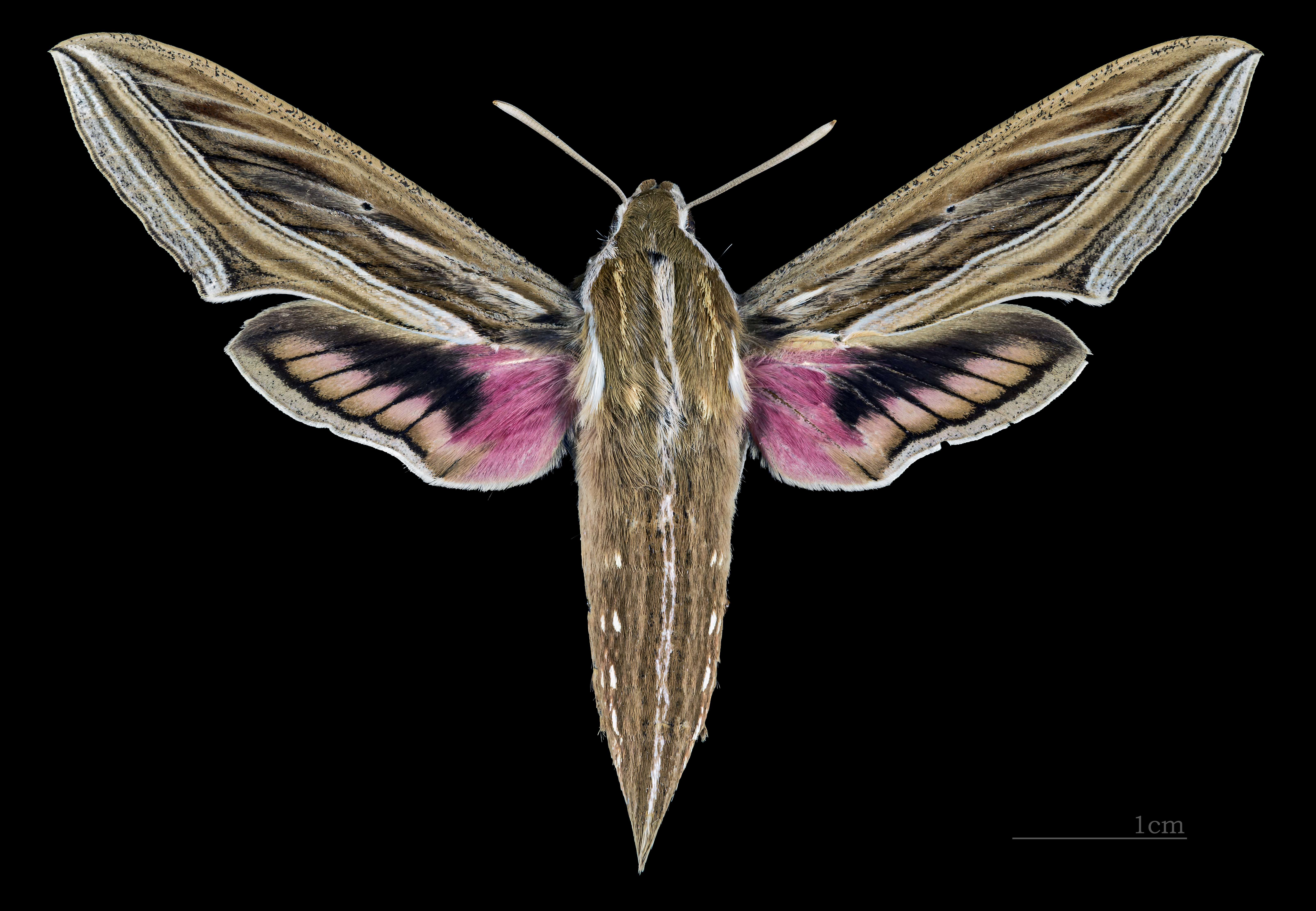
Hippotion celerio  ♀
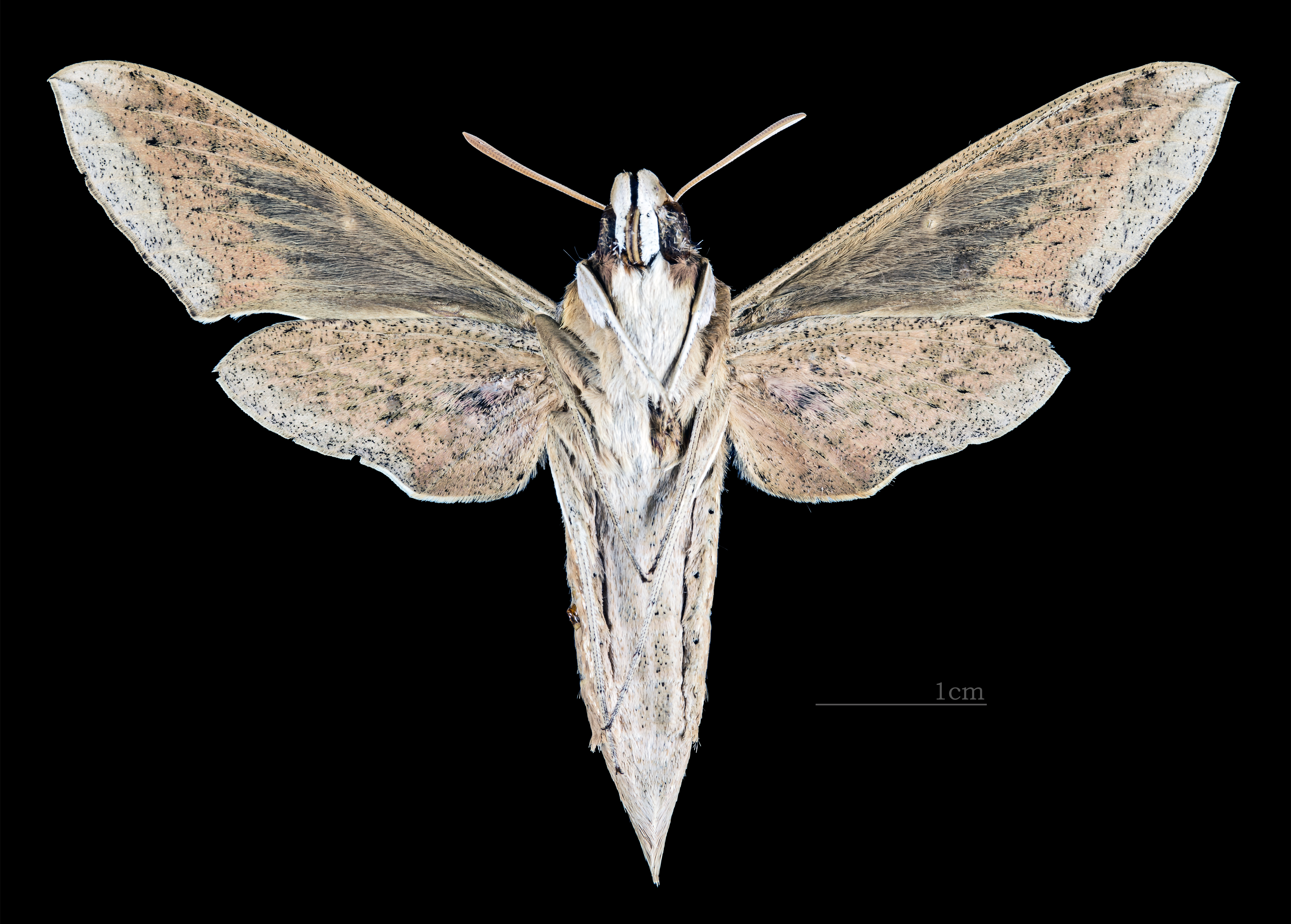
Hippotion celerio  ♀ △

Die Vorderflügel tragen einen fein dunkel geteilten weißlichgrauen Längsstreifen, der geschwungen von der Flügelspitze bis zum Flügelinnenrand nahe der Basis verläuft. Dieser helle Streifen teilt die Flügel in zwei unterschiedlich große Bereiche auf. Der vordere, größere, ist am Flügelvorderrand hell graubraun und trägt einen kleinen, schwarzen, runden Diskalfleck sowie eine Reihe von schwarzen und weißlichgrauen Längswischen, wobei der kräftigste von diesen basal beginnt. Im hinteren, kleineren Flügelteil befindet sich eine dunkle und eine helle Querbinde, zwischen denen am Flügelinnenrand ein dunkler Fleck liegt. Der Saum der Vorderflügel ist grauweiß gefärbt. Die Hinterflügel sind von der Basis bis zum Analwinkel markant rosarot, wobei die Farbe nach außen hin blasser wird. Die Hinterflügel tragen ein breites schwarzes Median- und ein schmales ebenso gefärbtes Submarginalband, welche durch die kräftig schwarz gefärbten Flügeladern miteinander verbunden sind. Dadurch wird das rosafarbene Mittelfeld gitterartig schwarz unterteilt. Das Saumfeld der Hinterflügel ist hellgrau gestäubt. Die Flügelunterseiten sind graubraun, wobei der mittlere Bereich gelblich und die Querbinden bräunlich sind. Männchen und Weibchen sehen einander sehr ähnlich, lediglich die Fühler sind bei letzteren feiner und kürzer.
Die Tiere sehen dem in Afrika verbreiteten Hippotion osiris sehr ähnlich, unterscheiden sich von dieser Art jedoch durch ihre etwas geringere Größe und die schwarzen Flügeladern auf den Hinterflügeln. Der Große Weinschwärmer ist in seiner Färbung variabler, so gibt es Formen, deren Grundfarbe blass terracottafarben ist (Forma pallida), deren Flügel rot (Forma rosea) oder dunkelbraun (Forma brunnea) getönt sind, deren schwarze Musterung stark ausgeprägt ist und die gesamten Hinterflügel umfasst (Forma augustei), bei denen die silberne Musterung fehlt (Forma luecki) oder bei denen die schrägen Streifen der Vorderflügel gelblich gefärbt sind (Forma sieberti). Darüber hinaus variiert der Große Weinschwärmer deutlich in der Körpergröße.

### Ei
Die Eier sind sowohl in ihrer Größe als auch in ihrer Form sehr variabel. Sie sind kugelig bis deutlich oval und haben eine glänzend durchscheinende, blaugrüne Farbe, die kurz vor dem Schlupf eine grünlichgelbe Schattierung bekommt.

### Raupe

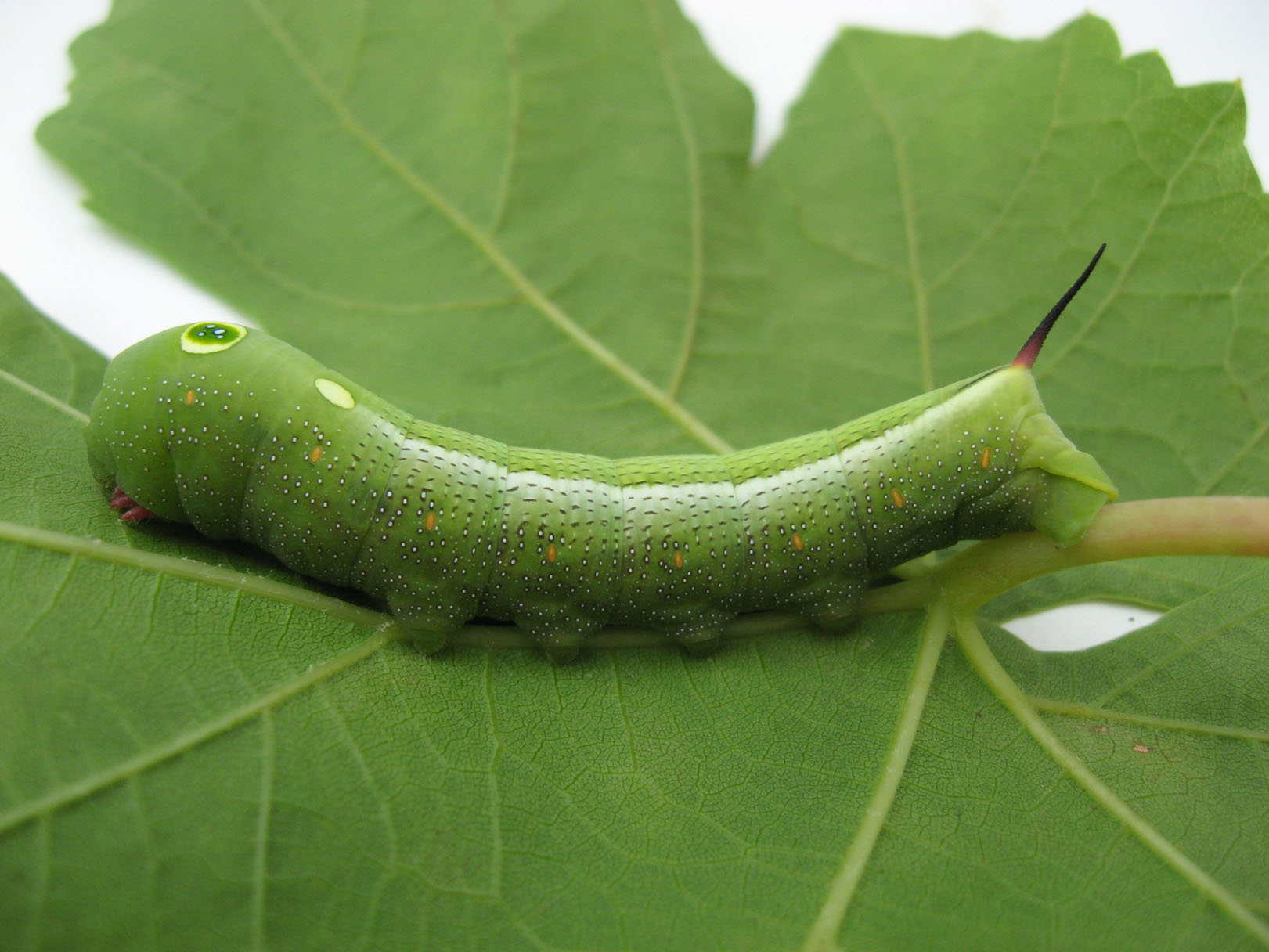
Raupe des Großen Weinschwärmers (Grüne Form)

Die Raupen erreichen eine Körperlänge von 80 bis 90 Millimetern und treten in einer braunen und einer grünen Farbvariante auf. Nach dem Schlupf sind die vier Millimeter langen Raupen blass gelb und haben ein verhältnismäßig langes, schwarzes Analhorn. Nach dem Fressen von Pflanzenmaterial verfärben sie sich glänzend grün. Im zweiten Raupenstadium treten erstmals die Augenflecken an den Seiten des ersten und zweiten Hinterleibssegments auf. Das lange dunkle Analhorn hat nun eine doppelte Spitze und schwankt bei Bewegung des Körpers auf und ab. Im dritten Stadium haben die Augenflecken die Färbung, die sie bis zum Schluss der Entwicklung beibehalten. Der größere Augenfleck am zweiten Hinterleibssegment ist langgestreckt oval. Er ist bei der grünen Raupenform gelb gefärbt mit einer großen dunkelgrünen Pupille, die fünf oder sechs runde bläuliche oder blassgrüne Punkte besitzt. Der gesamte Augenfleck ist fein schwarz umrandet. Der kleinere Augenfleck auf dem dritten Hinterleibssegment ist halb so lang und breit wie der größere. Er ist gelb, schwarz umrandet und hat eine grüne Pupille.

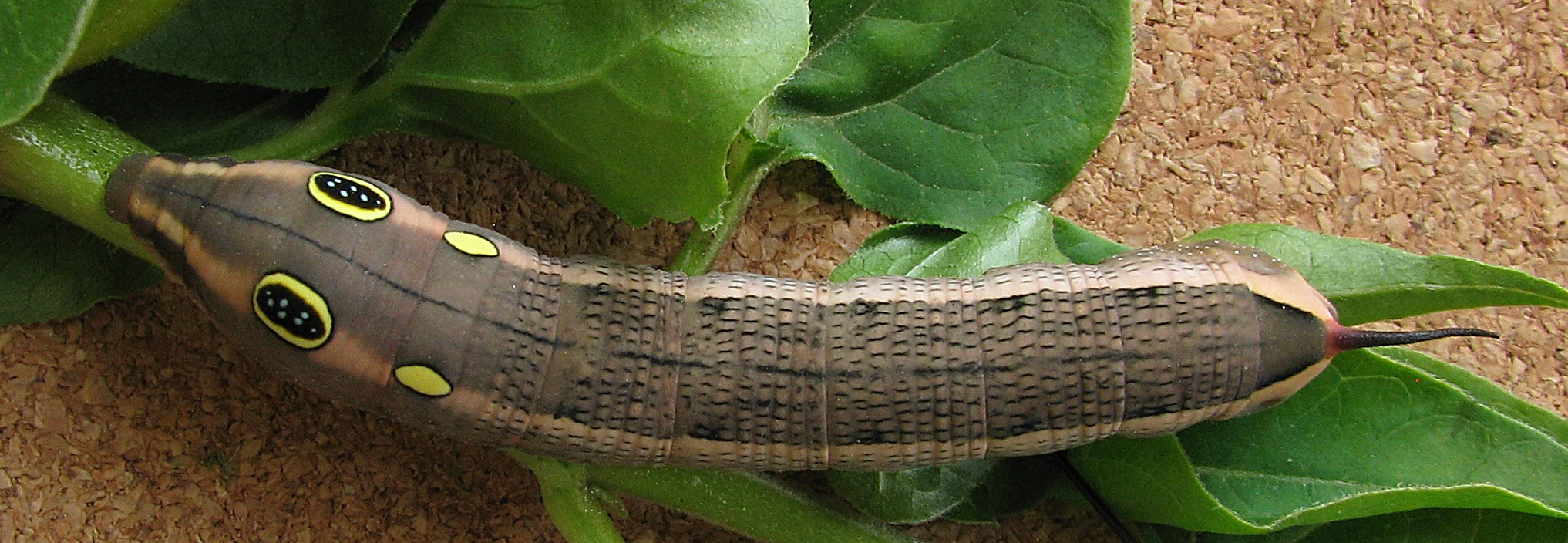
Raupe des Großen Weinschwärmers (Braune Form)

Bei der braunen Form ist der größere Augenfleck pink statt gelb-pink und hat eine schwarze Pupille mit weißen Punkten, der kleinere Augenfleck ist orangegelb gefärbt. Beidseits des Rückens tritt eine gelbe dorsolaterale Längslinie auf, die vom dritten Thoraxsegment bis zur Basis des Analhorns verläuft. Im letzten Raupenstadium haben die Tiere meist eine mittel- bis dunkelbraune Färbung, nur wenige bleiben grün. Anders als bei Schwärmern üblich, verändert sich diese Farbe auch bei den grünen Raupen jedoch kurz vor der Verpuppung kaum. Das Analhorn ist im letzten Raupenstadium schwärzlich mit violetter Basis. Es ist mittellang und gerade und von der kräftigen Basis bis zur abgestumpften Spitze verjüngt. Bis auf die Basis ist es mit kleinen, vom Körper weggerichteten Tuberkeln versehen. Die Thorakalbeine der grünen Form sind rot gefärbt.

### Puppe
Die Puppe ist 45 bis 51 Millimeter lang und blass gräulichbraun mit ausgedehnten dunkelbraunen Flecken. Der kielförmige Saugrüssel ist schmal und steht nach vorne. Der dunkel rotbraune Kremaster ist lang, glänzend und endet in einer scharfen Spitze. Die Puppe hat die gleiche Gestalt wie die des südostasiatisch verbreiteten Hippotion velox. Saugrüssel, Beine, Fühler und Flügelscheiden haben einen goldenen Schimmer, die Flügeladern und die Beine sind schwarz gepunktet. Kopf, Thorax und Hinterleib sind blass rotbraun, wobei die Farbe am Rücken des Hinterleibs dunkler ist, seine Bauchseite ist gräulich. Am achten bis zehnten Segment befindet sich bauchseitig eine unterbrochene schwarze Linie; ein brauner Streifen aus miteinander verwachsenen Punkten verläuft unterhalb der Stigmen. Die Zwischenräume der Segmente acht bis zehn sind braun gefärbt. Die Stigmen sind schwarz und mit einem gräulichen, rotbraun gepunkteten Bereich umrandet.

## Vorkommen und Lebensraum

Verbreitungsgebiete des Großen Weinschwärmers. Rot: permanent besiedelt; Orange: In den Sommermonaten Besiedlung bekannt

Die Art ist im tropischen Afrika, Asien und Australien beheimatet, fliegt jedoch als Wanderfalter in manchen Jahren im Westen der Paläarktis nach Norden ein. Man findet sie dann bis nach Irland, Großbritannien und Dänemark. Zumindest in warmen Jahren können sich die Tiere in Nordafrika und auch in Südeuropa erfolgreich fortpflanzen, weswegen die Grenze zwischen eingewanderten und ortsansässigen Tieren schwer zu definieren ist. Die Art ist jedoch zumindest auf den Kanaren und vermutlich auch den Azoren und der Atlantikküste von Marokko sesshaft, so wie sie es auch auf der arabischen Halbinsel, in der levantinischen Region und Ägypten ist. Gelegentlich werden die Tiere auch im Norden Neuseelands nachgewiesen. Selten fliegen die Tiere auch im Süden Chinas, Taiwans und dem Süden Japans als Wanderfalter ein.
In Mitteleuropa und nördlich davon sind die Einflüge des Großen Weinschwärmers sehr selten. So ist aus Baden-Württemberg im 20. Jahrhundert lediglich ein Exemplar nachgewiesen, das 1978 in Karlsruhe gefangen wurde. In Sachsen wurde der letzte Einflug 1967 beobachtet. 2005 konnte ein Falter in Dalarna (Schweden) nachgewiesen werden.
Die Imagines sind an keinen speziellen Lebensraumtyp gebunden, sondern treten überall dort auf, wo Blüten in ausreichender Zahl vorhanden sind. Zur Eiablage sind die Tiere jedoch auf Lebensräume angewiesen, in denen wilde oder landwirtschaftlich genutzte Weinreben wachsen.

## Lebensweise
Die nachtaktiven Falter ruhen tagsüber auf Steinen, an Wänden, Baumstümpfen oder im Blattwerk und sind auf Grund ihrer Färbung gut getarnt und nur schwer zu entdecken. Ab der Abenddämmerung machen sich die Tiere auf die Suche nach röhrenförmigen, stark duftenden Blüten, um Nektar zu saugen. Sie fliegen nur für kurze Zeit, können jedoch auf Grund ihres kräftigen und schnellen Flugs große Distanzen überwinden. Sie lassen sich durch künstliche Lichtquellen anlocken. Die Paarung findet einige Stunden nach der Abenddämmerung statt und dauert mit ein bis drei Stunden für Schwärmer verhältnismäßig kurz.

### Flug- und Raupenzeiten
Der Große Weinschwärmer tritt in seinen tropischen Verbreitungsgebieten ganzjährig in bis zu fünf voneinander gut abgrenzbaren und aufeinander folgenden Generationen auf. Die Falter von zwei bis drei Generationen fliegen zwischen Juni und Oktober nach Südeuropa ein, in Mitteleuropa sind einzelne Tiere zwischen August und Oktober zu beobachten. Die Raupen treten in Südeuropa von Juli bis September auf, weiter nördlich im Spätsommer. An der Küste Saudi-Arabiens findet man sie ganzjährig.

### Nahrung der Raupen
Die Raupen ernähren sich hauptsächlich von Weinreben (Vitis) und Jungfernreben (Parthenocissus). Seltener findet man die Raupen auch an Labkräutern (Galium), Fuchsien (Fuchsia), Weidenröschen (Epilobium), Rüben (Beta), Springkräutern (Impatiens), Winden (Convolvulus), Braunwurzen (Scrophularia), Königskerzen (Verbascum), Flieder (Syringa), Ampfer (Rumex), Begonien (Begonia), Aronstab (Arum), Wunderblumen (Mirabilis), Klimmen (Cissus), Zantedeschien (Zantedeschia) und Kaladien (Caladium). In der Zucht kann man die Tiere über den Winter gut mit der Zimmerpflanze Cissus antarctica füttern.
Auf den Azoren ernähren sich die Raupen hauptsächlich von Zantedeschia aethiopica, in Indien häufig auch von Spermacoce hispida, Boerhavia, Ampfer (Rumex) und Kaladien (Caladium). Auch in Malaysia findet man die Raupen häufig an Kaladien.

## Entwicklung
Die Weibchen legen ihre Eier einzeln auf der Unter- und Oberseite der Blätter der Nahrungspflanzen nahe der Spitze ab. Nur selten wird mehr als ein Ei pro Trieb abgelegt, wobei die niedrigsten Triebe der Pflanzen, die beispielsweise am Boden oder entlang einer Wand oder einem Zaun wachsen, bevorzugt werden. Nach fünf bis zehn Tagen schlüpfen die Raupen. Direkt nach dem Schlupf fressen die Raupen zunächst die Eischale und suchen sich anschließend einen Ruheplatz auf der Unterseite eines Blattes. Erst nach einigen Stunden beginnen sie mit der weiteren Nahrungsaufnahme.
Nur selten fressen die Raupen die kompletten Blätter. Charakteristisch für den Raupenfraß sind Blätter, die zu einem Viertel oder zur Hälfte angefressen sind. Junge Raupen findet man häufig auf der Blattunterseite, ausgewachsene ruhen meist abseits der Blätter weiter unten an den Sprossachsen der Pflanzen. Wie auch bei anderen Raupen mit Augenflecken zu beobachten ist, richten die Raupen des Großen Weinschwärmers ihren Kopf und Vorderkörper bei Störung auf und präsentieren so die Augenflecken deutlich, um ein deutlich größeres Tier vorzutäuschen. Die Verpuppung findet in einem locker gesponnenen braunen Kokon entweder am Boden in der Streu oder knapp unter der Erdoberfläche statt. Nach etwa vier Wochen schlüpfen die Falter der neuen Generation. Die Puppe überwintert nicht. Die Raupenfliegen Drino atropivora und Drino vicina sind im westlichen Verbreitungsgebiet der Art als Parasitoide nachgewiesen, im Osten des Verbreitungsgebietes sind bisher keine Parasitoide bekannt.

## Wirtschaftliche Bedeutung
Die Raupen treten gelegentlich im Weinbau als Schädling auf. Im Norden Borneos werden die Falter bei häufigem Auftreten gesammelt und ohne Kopf und Flügel frittiert und gegessen.